# Xiao'erjing

Xiao'erjing/小儿经 of Xiao'erjin/小儿锦 is een Chinese transcriptievorm om het Lanyin-Mandarijn 兰银官话, Zhongyuan-Mandarijn 中原官话 en het Noordoost-Mandarijn 东北官话 op te schrijven. Het wordt geschreven door middel van het Arabisch alfabet. Het schrift kent geen toontekens zoals Zhuyin en Pinyin.
De islamitische Hui, Dongxiang en de Salar gebruiken Xiao'erjing.

## Geschiedenis
Xiao'erjing werd ontwikkeld in de zevende eeuw, tijdens de Tang-dynastie, om Chinese kinderen sneller het Arabisch schrift te leren en om de Koran te lezen.